# Maranta cordata
Maranta cordata är en strimbladsväxtart som beskrevs av Friedrich August Körnicke. Maranta cordata ingår i släktet Maranta och familjen strimbladsväxter. Inga underarter finns listade.